# Pseudochirella bowmani
Pseudochirella bowmani är en kräftdjursart som beskrevs av Markhaseva 1986. Pseudochirella bowmani ingår i släktet Pseudochirella och familjen Aetideidae. Inga underarter finns listade i Catalogue of Life.